# Nuova Zelanda ai Giochi della IX Olimpiade
La Nuova Zelanda partecipò ai Giochi della IX Olimpiade, svoltisi ad Amsterdam, Paesi Bassi, dal 28 luglio al 12 agosto 1928,  
con una delegazione di 9 atleti, di cui 3 donne, impegnati in 3 discipline,
aggiudicandosi 1 medaglie d'oro.

## Medagliere
| Medaglia | Atleta        | Sport    | Evento      |
| -------- | ------------- | -------- | ----------- |
| Oro      | Edward Morgan | Pugilato | Pesi welter |